# دیو جانسون (ورزشکار)
دیو جانسون (انگلیسی: Dave Johnson؛ زادهٔ ۷ آوریل ۱۹۶۳) ورزشکار ده‌گانه اهل ایالات متحده آمریکا بود.